# Луїджі Гедіна
Луї́джі Геді́на (італ. Luigi Ghedina; 1829-1900) — італійський художник та громадський діяч.

## Життєпис

Зображення Церкви Святого Миколая, Святого Антонія і Святого Бьяджо в Оспітале д'Ампеццо з картини (1847), що втрачена

Був четвертою дитиною із одинадцяти у родині господаря готелю «Чорний орел» у Кортіна-д'Ампеццо Гаетано Гедіна та Марії Рози Діполь.
Від 1843 року почав навчатися у Венеційській академії витончених мистецтв, де вже вчився його брат Джузеппе.
Брати були прибічниками Даніелє Маніна, що очолив Рісорджименто у Венеції. Луїджі був зарахований до полку генерала Дерандо (італ. Giovanni Durando) під час боротьби з Австрією.
Після амністій, оголошених Францом Йосифом 1850 та 1851 року, Луїджі Гедіна повернувся до Ампеццо, де залишався майже до самої своєї смерті. Тут він займав важливі посади у міському управлінні, у школі мистецтв, та у деяких інших установах.
Його роботи знаходяться у музеях Відня, Лондона і Америки.
Під час підготовки виставки, присвяченій Луїджі Гедіна професор Роберто Папацена (італ. Roberto Pappacena) виявив невеликий, але гарно забарвлений, малюнок великої комети 1882 року з горою Антелао (італ. Antelao) на його тлі .